# Charles A. Rawson

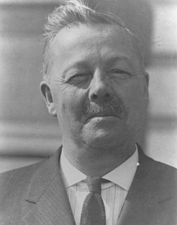
Charles A. Rawson

Charles Augustus Rawson (* 29. Mai 1867 in Des Moines, Iowa; † 2. September 1936 ebenda) war ein US-amerikanischer Politiker (Republikanische Partei), der den Bundesstaat Iowa im US-Senat vertrat.
Charles Rawson besuchte die öffentlichen Schulen und das Grinnell College. Danach stieg er ins Bank- und ins Versicherungsgewerbe sowie in die Herstellung von Keramikprodukten ein. Seinem einstigen College blieb er als Kuratoriumsmitglied verbunden. Während des Ersten Weltkriegs war er für den YMCA von Iowa tätig und stand dessen Gremium zur Koordination der Tätigkeiten während des Krieges (War work council) vor. In dieser Funktion reiste er auch nach Europa.
Nach dem Rücktritt von US-Senator William Squire Kenyon wurde Rawson am 24. Februar 1922 zu dessen Nachfolger im Kongress ernannt. Er nahm diese Aufgabe kommissarisch wahr und trat bei der offiziellen Nachwahl nicht an, sodass er seinen Sitz am 1. Dezember desselben Jahres bereits wieder für den neu gewählten Senator Smith W. Brookhart räumen musste.
Von 1924 bis 1932 gehörte Charles Rawson dem Republican National Committee an; weitere politische Ämter übernahm er nicht mehr. Er ging wieder seiner Tätigkeit als Geschäftsmann nach und starb 1936 in seiner Heimatstadt Des Moines.